# Plac Europejski w Kijowie
Plac Europejski (ukr. Європейська Площа) – plac położony w rejonie szewczenkowskim w Kijowie, stolicy Ukrainy. Plac Europejski znajduje się w miejscu znanym jako Stare Miasto lub Górne Miasto. Znajduje się na północno-wschodnim krańcu Chreszczatyku, głównej arterii miasta. Inne ulice wychodzące do z placu to Triochswiatitelska, Rodu Wołodomirskich i ulica Hruszewskiego.

## Punkty charakterystyczne
W pobliżu placu znajdują się m.in.:
- Hotel Dnipro
- Ukraiński Dom
- Siedziba Ukraińskiej Niezależnej Agencji Informacyjnej
- Chreszczatyj park